# 北斗无双
《北斗無雙》是2010年3月25日由KOEI開發的動作遊戲。

## 概述
- 北斗無雙是1980年代的漫畫北斗神拳而開發的遊戲，在本遊戲裡，玩家可以使用各種角色遊玩，遊玩時也可以重溫北斗神拳的各種故事。
- 北斗無雙和其他無雙系列遊戲一樣，可以打倒很多突如其來的敵人，而且有原哲夫先生的監督，也在遊戲裡加上有很多驚人的必殺技，更可以體驗以一敵百的戰鬥快感。
- 在遊戲裡也加入了很多之前無雙系列遊戲從來都沒有的新動作，除了使用拳腳外，也可以投擲火藥桶，也加入了快進／快退等的動作。
- 之前無雙系列遊戲根據其暴力程度分為兩個年齡對象：CERO=A（全年齡適用）和CERO=B（12歲以上），而本遊戲的暴力程度就較高，遊戲裡都有北斗神拳常見的噴血﹑體內爆裂等場面，其年齡對象為CERO=D（17歲以上），可謂最暴力的無雙。是無雙系列第一個被分為成年人分級的作品。

## 遊戲系統
傳說篇：是根據原作北斗神拳而設的遊戲關卡。
幻鬥篇：本作原創的故事。
入門篇：角色的教學模式。
挑戰篇：此模式追加了很多更具挑戰性的關卡，為與時間競賽的模式。
資料館：此功能可以收看裡面的影片﹑角色和北斗神拳重要故事等資料。

## 角色

### 遊玩角色
（粗體為在傳說篇裡不能選取的角色）
- 拳四郎（ケンシロウ）　CAST：小西克幸
- 雷奧（ラオウ）　CAST：立木文彥
- 多奇（トキ）　CAST：關智一
- 尼爾（レイ）　CAST：子安武人
- 瑪利亞（マミヤ）　CAST：進藤尚美
- 積奇（ジャギ）　CAST：高木涉
- 沙奧撒（サウザー）　CAST：神奈延年
- 舜（シン）　CAST：杉田智和

### 其他角色
- 紅心（ハート）DLC角色　CAST：藤本たかひろ
- 由利亞（ユリア）　CAST：桑島法子
- 柏特（バット）　CAST：庄司宇芽香
- 阿玲（リン）　CAST：伊藤加奈惠
- 艾麗（アイリ）　CAST：庄司宇芽香
- 尤達（ユダ）　CAST：馬場圭介
- 修武（シュウ）　CAST：吉水孝宏
- 重佐（ジュウザ）　CAST：高塚正也
- 山之不動（フドウ）　CAST：宮崎寛務
- 龍牙（リュウガ）　CAST：森岳志
- Z（ジード）　CAST：宮坂俊藏
- 牙大王（牙大王）　CAST：福原耕平
- 阿米巴（アミバ）DLC角色　CAST：関智一
- 威古路（ウイグル）　CAST：大友龍三郎
- 無法者 DLC角色
- 旁白　CAST：若本規夫

## 技能
拳四郎
- 北斗百裂拳
- 北斗柔破斬
- 岩山兩斬波
- 北斗懺悔拳
- 北斗鋼裂把
- 北斗七死星點
- 天破活殺
- 北斗有情猛翔破
- 醒銳孔
- 北斗天魁千烈掌
- 無想轉生

雷奧
- 北斗剛掌波
- 北斗剛天衝
- 秘孔新血愁
- 北斗羅烈拳
- 天將奔烈
- 北斗把天壞拳
- 北斗震天雷
- 黑天殺
- 七星點心
- 拳王天墜擊

多奇
- 不離氣雙掌
- 天翔百烈拳
- 北斗有情破顏拳
- 北斗有情斷迅拳
- 北斗有情鴻翔破
- 北斗有情拳
- 三尖破孔撃
- 北斗乾坤圈

尼爾
- 南斗鴨搔烈破
- 天地分龍手
- 南斗虎破龍
- 飛燕流舞
- 鴛鴦雙掌
- 斷己相殺拳
- 飛翔白麗
- 南斗天勢摑翔
- 南斗凄氣網波
- 南斗鶴翼訊斬
- 飛天絕麗

積奇
- 北斗千手殺
- 北斗羅漢擊
- 北斗邪剪手
- 南斗邪狼擊
- 陰陽殺
- 秘孔穿腕孔

沙奧撒
- 鳳凰呼鬥塊天
- 南斗剽斬功
- 天翔群星腳
- 極星十字拳
- 天翔十字鳳
- 南斗恒斬衝
- 極星十字衝破風
- 落鳳破
- 聖帝之慈悲
- 鳳凰炎舞刃

舜
- 南斗鷲虐雙手
- 南斗猛鷲飛勢
- 南斗獄屠拳
- 南斗千刺貫手
- 南斗練氣通波
- 無明封殺陣
- 白鷲紅嘴
- 毒蛇穿穴
- 神鷹翔破
- 南斗凄斬爪
- 南斗化血十字葬

## 外部連結
- 北斗無雙（页面存档备份，存于） （日語）